# Горњи Мујџићи
Горњи Мујџићи су насељено мјесто у општини Шипово, Република Српска, БиХ. Према попису становништва из 1991. у насељу је живјело 397 становника.

## Становништво
| Националност       | 1991. | 1981. | 1971. | 1961. |
| Срби               | 270   |       |       |       |
| Муслимани          | 123   |       |       |       |
| остали и непознато | 4     |       |       |       |
| Укупно             | 397   | '     | '     | '     |

| Демографија | Демографија | Демографија |
| Година      | Становника  | Становника  |
| ----------- | ----------- | ----------- |
| 1961.       | 531         |             |
| 1971.       | 502         |             |
| 1981.       | 453         |             |
| 1991.       | 397         |             |

### Презимена
- Гвозденац, Срби[2]
- Глишић, Срби[2]
- Јандрић, Срби[2]
- Летић, Срби[2]
- Лето, Срби[2]
- Симић, Срби[2]
- Црепуља, Срби[2]
- Шкалоња, Срби[2]